# Kaple Nejsvětějšího srdce Ježíšova (Pšov)
Kaple Nejsvětějšího srdce Ježíšova je římskokatolická kaple v Pšově.

## Historie
Uprostřed návsi stojící kaple byla roku 1914 zbudována přestavěním sýpky žlutickým stavitelem Röderem. Na západní straně stavby se tyčí hranolová věž s klenutým vchodem do kaple. Boční strany jsou členěné obdélnými okny s polokruhovým zakončením. V západní vnější části stavby jsou lizénové rámce. Střecha je valbová, na věži pak jehlancová. Presbytář je obdélný a celý vnitřek kostela je plochostropý, což pravděpodobně souvisí s dřívějším využitím budovy. Hlavní oltář je dřevěný, v neogotickém stylu. Kazatelna je zdobená ornamenty a na straně směřující do lodě je vyobrazeno otevřené evangelium s alfou a omegou. Na zdech visí vyobrazení křížové cesty s německými nápisy. Obrazy jsou orámovány neogotickými rámy.